# Освея
Осве́я (бел. Асве́я) — городской посёлок (агрогородок) в Верхнедвинском районе Витебской области Беларуси. Административный центр Освейского сельсовета. Расположен на южном берегу озера Освейское.
Численность населения — 916 человек (на 1 января 2025 года). На окончание XIX столетия и начало XX столетия озеро и местечко при нём называлось Освей или Освея.

## Этимология
По мнению В. А. Жучкевича название Освея означает «у свея», где восточнославянский термин свей — это «свеянный песок, не закреплённый растительностью, обычно у берега озера, реки».
По мнению В. Н. Топорова и А. Ванагаса, название озера Освея — балтского происхождения, имеет ряд прямых соответствий на территории Литвы, Латвии и Пруссии (Asveja, Ašva, Aswa и др.) и может быть связано с лит. ašva, прусск. *asva «лошадь».
А. Ф. Бубола считает, что название Освея в переводе с угро-финских языков означает «священный мыс» или «священное устье», так как место, откуда начиналась Освея, — мыс, выдвинутый в озеро.
Р. И. Овчинникова раскладывает название Освея на гидронимические элементы св- (Свольна, Свитязь, Свислочь, Свирь, Свила, Освица, Усвяча и др.) и -я (Турья, Сарья, Друя и др.). Элемент св- она сравнивает с угорским термином сав — «исток из озера или болота», а элемент -я с карельским и финским ойя, оя — «ручей, речка». Название Освея по её мнению указывает на проточность озера.
А. Ф. Рогалев считает, что название Освея может соотноситься с названием реки Сев или Сева (бассейн Десны), которое имеет иранскую этимологию и означает «черная».
Ю. Ю. Трусман объясняет название Освея от финского osva, asva — «росомаха».

## Геральдика
Герб и флаг одобрены решением Освейского сельского Совета депутатов от 28 января 2003 года № 16. В основу символики был положен фамильный герб Я. А. Гильзена, владевшего Освеей в середине XVIII века. Учреждены Указом Президента Республики Беларусь от 20 января 2006 года № 36 и зарегистрированы в Государственном геральдическом регистре Республики Беларусь 6 февраля 2006 года № Б-62 и № Б-63.

## История
Освея впервые упомянута в XV веке, однако согласно данным археологического исследования первоначальное славянское поселение на месте Освеи датируется не позднее X века.
Упоминается в 1503 г. в договоре между Александром и Иваном III. В XVI в. принадлежала Кишкам.
2 июля 1512 был издан «вырок» великого князя мещанам Полоцким Давыдовичу и Лысцевичу с воеводой Витебским паном Иваном Сапегой в отношении села в повете Полоцком, названном Освея.
В XVI веке — центр волости Полоцкого воеводства ВКЛ. В 1667 году Казимиром Иоанном Сапегой была основана православная церковь. В 1695 году Освея получила права города. В местечко Полоцкого воеводства, в 1765 году в прикагалке Освея было 316 плательщиков подушной подати.
С XVI до XVIII — центр торговли (2 ежегодные ярмарки). После первого раздела Речи Посполитой в 1772 году в составе Российской империи. По ревизии в Российской империи, 1847 года, «Освейское еврейское общество» состояло из 795 душ, а по переписи, 1897 года в Освей проживало жителей 2 830, среди них 1 660 евреев.
С XVIII в. Освея принадлежала Гильзенам, а затем Шадурским.
В 1875 году православная церковь была перенесена, а на прежнем месте построено новое здание которое было освещено 3 мая 1881 года.
На окончание XIX столетия Освей местечко Дриссенского уезда, Витебской губернии, в котором проживало 943 жителя обоего полу. В населённом пункте были православная церковь, костёл, больница, аптека, врачебное училище (52 учащихся), а также красильня, кирпичный и винокуренный заводы и водяная мельница.
В 1897 году — центр волости Дриссенского уезда. На начало XX столетия в Освей проживало на 1909 год 2 830 жителей, а на 1916 уже 3 900 жителей, из коих 1 900 евреев, и появилось четыре еврейских молитвенных дома.
После Октябрьской революции — в составе БССР. В 1924—1959 годах центр Освейского района. Городской посёлок с 1938 года. С 1959 года — в составе Верхнедвинского района. Промышленность в период СССР: кирпичный завод, филиал Полоцкого рыбозавода, торфобрикетный завод.
В годы Великой Отечественной войны в районе действовало Освейское партийно-патриотическое подполье и Прошковское комсомольско-молодёжное подполье, на базе которых в конце апреля 1942 года возник партизанский отряд имени Фрунзе. Действовали также партизанские бригады 1-я Дриссенская, «За Савецкую Беларусь», имени К. К. Рокоссовского, Россонская партизанская бригада им. И. В. Сталина, издавалась подпольная газета «Ленінскі шлях».
В годы Великой Отечественной войны на Освейщине разворачивались драматические события, которые впоследствии получили название «Освейская трагедия». В период с 16 февраля до начала апреля 1943 года в ходе карательной антипартизанской операции «Зимнее волшебство», проведённой прибалтийскими и украинскими коллаборационистами, в Освейском районе погибла более половины довоенного населения. Освея была сожжена и была восстановлена только после войны.
27 ноября 1995 года городской посёлок Освея и Освейский сельсовет Верхнедвинского района Витебской области объединены в одну административную единицу – Освейский сельсовет. В связи с объединением данных административных единиц упразднён Освейский поселковый Совет депутатов и его органы.
В 2007 году Освея получила статус агрогородка.
В 2024 году в связи с празднованием 80-й годовщины освобождения Беларуси от немецко-фашистских захватчиков и Победы советского народа в Великой Отечественной войне, а также в целях увековечения подвига воинов Красной Армии, рабочих, партизан и подпольщиков, совершенного ими при обороне и освобождении белорусских городов и других населённых пунктов городской посёлок Освея награждён вымпелом «За мужнасць і стойкасць у гады Вялікай Айчыннай вайны» (Указ Президента Республики Беларусь от 2 февраля 2024 года № 44).

## Население
Численность населения — 916 человек (на 1 января 2025 года).
| Численность населения: |
| График не отображается по техническим причинам. Чтобы исправить это, воспроизведите график в новом формате, если это возможно. |

| Год         | 1939 | 1959  | 1970  | 1979  | 1989  | 2006  | 2016  | 2018  | 2019   | 2022 | 2023 | 2024 | 2025 |
| ----------- | ---- | ----- | ----- | ----- | ----- | ----- | ----- | ----- | ------ | ---- | ---- | ---- | ---- |
| Численность | 2312 | ▼2187 | ▲2471 | ▼2069 | ▼1913 | ▼1366 | ▼1206 | ▼1200 | ▼1 176 | ▼987 | ▼963 | ▼941 | ▼916 |

В 1939 году в Освее проживало 1788 белорусов, 350 евреев, 163 русских, 8 украинцев и 3 поляка.

## Достопримечательность
- Усадьба Шадурских (XVIII век), в том числе дворец 1782 года (руины), парк
- Костёл Пресвятой Троицы (1782) — сохранился фундамент и склеп
- Бывший монастырский госпиталь (XVIII век)
- Церковь Святого Георгия (деревянная) — после 1990 года — самый северный храм Беларуси
- Еврейское кладбище (XIX век)

### Памятник, скульптура
- Памятник жертвам Холокоста[37].

## Известные лица
- Бирнов, Зиновий Маркович (1911, Освея, Витебская губерния — 1967, Волгоград) — советский шахматный композитор. Мастер спорта СССР по шахматной композиции.
- Бирнов Лев (Лейб) Маркович (1908, Освея, Витебская губерния — 1999) — композитор, педагог[38][39].
- Бреслер, Арон Менделевич (1898, Освея, Витебская губерния — 1951, Чебоксары) — конструктор электроизделий.
- Геродник, Геннадий Иосифович (1911, Освея, Дриссенский уезд, Витебская губерния — 2000, Кейла, Эстония) — писатель, член союза писателей СССР.
- Курц, Арон (1891, Освея, Витебская губерния — 1964, Нью-Йорк) — американский поэт на идише, драматург, редактор, эссеист.
- Лейбов, Яков Соломонович (1902, Освея, Витебская губерния — 1945, Шаторальяуйхей, Боршод-Абауй-Земплен) — советский оператор игрового и документального кино, фронтовой кинооператор во время Великой Отечественной войны.
- Ривес, Яков Юльевич (1886, Освея, Витебская губерния — 1975, Москва) — еврейский советский писатель.
- Фрейдзон, Владимир Израилевич (1922, Освея — 2004, Москва) — советский и российский историк.